# Pritisnjena krožnica
Pritisnjena krožnica (tudi oskulacijska krožnica) je v diferencialni geometriji krivulj gladka ravninska krivulja, ki je v dani točki {\displaystyle p\,} na krivulji definirana kot krožnica, ki gre skozi {\displaystyle p\,} in še skozi dodatno točko, ki je infinitezimalno blizu.   
Središče pritisnjenega kroga v dani točki krivulje se imenuje središče ukrivljenosti. Polmer ukrivljenosti  v tej točki pa polmer ukrivljenosti.

## Matematični opis
Naj bo {\displaystyle y(s)\,} parametrična oblika enačbe krivulje, pri tem pa je {\displaystyle s\,} dolžina loka. To določa enotski tangentni vektor {\displaystyle T\,}, enotski pravokotni vektor {\displaystyle N\,}, ukrivljenost {\displaystyle k(s)\,} in polmer ukrivljenosti v vsaki točki:
{\displaystyle T(s)=\gamma '(s),\quad T'(s)=k(s)N(s),\quad R(s)={\frac {1}{\left|k(s)\right|}}}.
Predpostavimo, da je {\displaystyle P\,} točka na krivulji {\displaystyle C\,}, kjer je k ≠ 0. Pripadajoče središče ukrivljenosti je v točki {\displaystyle Q\,} na razdalji {\displaystyle R\,} vzdolž normalnega vektorja {\displaystyle N\,}, če je k pozitiven in v obratni smeri, če je negativen. Krožnica s središčem v {\displaystyle Q\,} in polmerom {\displaystyle R\,} se imenuje pritisnjen krog na krivuljo {\displaystyle C\,} v točki {\displaystyle P\,}. 

## Lastnosti
Označimo z {\displaystyle S\,} pritisnjeno krožnico, s {\displaystyle C\,} pa ravninsko krivuljo, potem lahko za regularno točko {\displaystyle P\,} rečemo, da ima naslednje lastnosti:
- krožnica {\displaystyle S\,} teče skozi točko {\displaystyle P\,}
- krožnica {\displaystyle S\,} in krivulja {\displaystyle C\,} imata skupno tangentno premico v točki  {\displaystyle P\,} in tudi skupno normalo (pravokotnico)
- v bližini točke {\displaystyle P\,} razdalja med točkama na krivulji in na krožnici v smeri normale pada s tretjo potenco ali višjo razdalje do {\displaystyle P\,} v smeri tangente.